# Манчинелли, Лаура
Лаура Манчинелли (итал. Laura Mancinelli; 18 декабря 1933, Удине, Италия — 7 июля 2016, Турин, Италия) —  итальянская писательница и переводчица, известная своими работами в области средневековой немецкой литературы.

## Биография
Родилась в Удине в 1933 году.  Четыре года в раннем детстве провела в Роверето, затем с семьёй переехала в Турин.
Получила степень бакалавра по современной литературе в 1956 году в Туринском университете, защитив диссертацию по немецкой литературе. Преподавала в средней школе и параллельно продолжала работать над средневековой немецкой культурой. В 1969 году опубликовала эссе «Песнь о Нибелунгах. Проблемы и ценности».
В 1970-х годах преподавала германскую филологию в Университете Сассари. В 1976 году получила кафедру истории немецкого языка в Университете Ка' Фоскари.
По совету коллеги и друга Клаудио Магриса в 1972 году она отредактировала и перевела на итальянский язык первый том «Песни о Нибелунгах», в 1978 году — «Тристан» Готфрида Страсбургского, а в 1989 году — «Григорий» (Гартман фон Ауэ).

## Литературная деятельность
После получения университетского диплома по германской филологии вернулась в Турин и в 1981 году опубликовала свой первый роман Дюжина Аббатов, который начала писать ещё в 1968 году. За ним последовали «Призрак Моцарта» в 1986 году и «Чудо Святой Одилии» в 1989 году.
Другие работы: Амаде (Аргонавт), рассказ о подростке Моцарте, который вдохновил спектакль Роберто Тараско и Элеоноры Моро «Амадей, то-есть гений эпохи просвещения», поставленный в 2006 году; Дом времени; Глаза императора, лауреат Премии Рапалло и в 1994 году Трое рыцарей Грааля и Принц босиком.
В начале 1990-х годов, страдая от рассеянного склероза, Лаура Манчини отказалась от кафедры германской филологии. С 1994 года она полностью посвятила себя писательской деятельности, опубликовав за всё десятилетие более пятнадцати работ, несмотря на пребывание в больнице, длительные реабилитации, инвалидную коляску, к которой она была прикована.
В 1997 году был выпущен первый роман успешной серии юмористических детективных историй о расследованиях капитана Флореса «Тайна инвалидной коляски». Книга принесла писательнице премию «Чезаре Павезе».
В 1999 году в Театре Реджио в Турине был поставлен спектакль Ночь с Моцартом. В 2000 году была выпущена книга Покушение на Плащанице, после пожара в Часовне кафедрального Собора в Турине, архитектора Гварини, Гварино.
Автор работал одновременно над автобиографическим романом, который занимал несколько лет и был выпущен в 2002 году под названием Идя с нежностью, перепечатан в 2007 году с тем же названием и содержанием в «карманных книгах». Роман получил премию «Виа По» в 2003 году. Также в 2002 году она опубликовала Любовную записку – рассказ, вдохновленный великолепной рукописью конца XIV века, в которой содержатся любовные стихи так называемых миннезенгеров («Minnesänger»), немецких певцов о любви.
В 2011 году она опубликовала для Эйнауди роман Две истории о любви, свободную интерпретацию истории двух знаменитых пар влюбленных: Кримильды и Зигфрида, Тристана и Изольды.
С Призраками Чалланта, Синьором Ноль, средневековой рукописью и Очками Кавура автор продолжил приключения капитана Флореса.
Умерла в Турине 7 июля 2016 году от осложнений своей уже продолжительной болезни.
Похороны состоялись 11 июля 2016 году в монументальном Кладбище Турина; её тело после кремации было похоронено в Эксиллес в Долине Суза, где был установлен один из её романов.

## Публикации на русском языке
- Дюжина аббатов / Перевод книги: Е. Сергеева, Д. Митрофанова. — 2006. — 192 с. — (Корабль дураков). — ISBN 5-17-033905-4.

## Призы
- 1981 — «Монделло» за роман «Дюжина аббатов».

### На иностранных языках
- Англоязычные цитаты из Лаура Манчинелли.
- Манчинелли, Лаура в Немецкой национальной библиотеке.
- Italian Women Writer